# Ferndale (Michigan)
Ferndale – miasto w Stanach Zjednoczonych, w stanie Michigan, w hrabstwie Oakland.